# 诸圣座堂 (哈利法克斯)
诸圣座堂（英語：All Saints Cathedral）是加拿大圣公会新斯科舍和和爱德华王子岛教区的主教座堂，位于加拿大新斯科舍省哈利法克斯半岛南区的座堂巷（以前的马尔泰洛街）。它是加拿大最大的圣公会教堂。
该堂为新哥特式风格，石结构，长255英尺（78），中殿高68英尺（21）。
该堂于1887年8月12日奠基。1910年9月3日正式开幕，由前主教弗雷德里克·考特尼主教讲道。

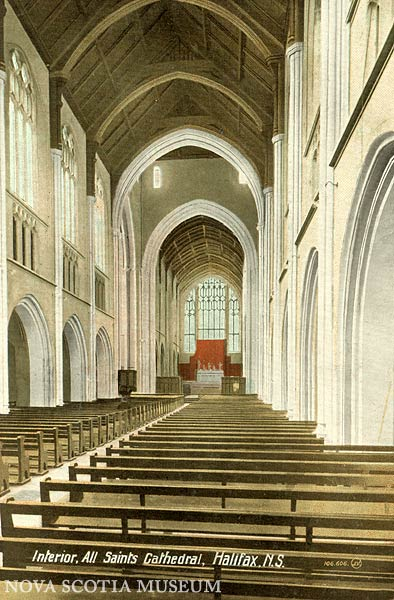